# The Final Cut
The Final Cut es el duodécimo álbum de estudio de la banda de rock progresivo Pink Floyd, lanzado al mercado el 21 de marzo de 1983 a través de Harvest Records en el Reino Unido y el 2 de abril de 1983 a través de Columbia Records en Estados Unidos. Se trata de un álbum conceptual, sin la participación de Richard Wright quien fue despedido por Roger Waters en 1982, y es el último de la banda en contar con la participación de Waters, quien aparece acreditado como compositor y letrista de todas las canciones del disco. La mayoría de ellas cuentan con la voz de Waters como vocalista principal; el guitarrista líder David Gilmour aporta su voz a solo una de las trece canciones del disco, "Not Now John".
Inicialmente, The Final Cut se planeó como banda sonora para la película de 1982 Pink Floyd The Wall, sin embargo, recién comenzada la guerra de las Malvinas, Waters la convirtió en una crítica a la guerra, además de tratar lo que él consideraba la traición para con su padre. Repitiendo el estilo de ópera rock de su predecesor, The Wall (1979), se grabó en ocho estudios distintos de Inglaterra, entre julio de 1982 y enero de 1983. Al igual que en la mayoría de la discografía de Pink Floyd, se contrataron una gran cantidad de músicos de sesión como colaboradores, aunque la grabación del mismo estuvo dominada por la creciente tensión entre Waters y el resto de la banda, especialmente Gilmour. El diseño artístico corrió a cargo de Waters, reflejando el contenido del álbum. The Final Cut llegó a lo más alto de la lista británica de álbumes, aunque recibió críticas muy duras, además de provocar la llamada Caída del muro en ese mismo año. Más adelante se lanzaron 4 cortometrajes para acompañar el disco.
Después del lanzamiento del álbum cada miembro de la banda se concentró en sus proyectos en solitario, aunque poco después Waters anunció que dejaba el grupo, además de intentar que Gilmour y el batería Nick Mason nunca volviesen a utilizar el nombre de Pink Floyd. Con posterioridad Gilmour ha expresado en varias ocasiones su desagrado con gran parte de The Final Cut, muchas veces viéndose como una obra en solitario de Waters. Ninguna de las canciones del disco han sido tocadas en directo por Pink Floyd, aunque algunas sí ha tocado Waters en sus giras en solitario.
En 2004, la remasterización del álbum incluyó el tema "When the Tigers Broke Free" que fue lanzada inicialmente como un sencillo en 1982 (antes del lanzamiento del álbum) y que también apareció en Pink Floyd The Wall y en el álbum Echoes: The Best of Pink Floyd.
Muchos verían a The Final Cut como una continuación de su antecesor The Wall, puesto que contiene temáticas similares a este, además, cuenta con el mismo protagonista del álbum anterior, Floyd Pinkerton, aunque la historia está centrada después de que se destruyó el muro.

## El principio
The Final Cut se planeó inicialmente como banda sonora para la película de 1982, Pink Floyd The Wall. Bajo su título inicial Spare Bricks, la idea era que contuviese canciones de The Wall sin cambios o simplemente regrabadas para la película. Algunos ejemplos incluían "When the Tigers Broke Free" y "Bring the Boys Back Home". Sin embargo, el bajista, vocalista principal y principal compositor Roger Waters planeaba incluir además material nuevo para expandir la narrativa de The Wall.
Debido a la guerra de las Malvinas Waters decidió cambiar de dirección y comenzó a componer material nuevo. Siendo un socialista de corazón, vio la respuesta de invasión de la primera ministra del Reino Unido Margaret Thatcher como algo innecesario y jingoísta, por lo que decidió dedicar el nuevo álbum - titulado provisionalmente Requiem for a Post-War Dream— a su padre, Eric Fletcher Waters (muerto en la Segunda Guerra Mundial). Esta nueva dirección creativa creó una serie de disputas entre Waters y Gilmour. Varias piezas musicales de The Wall, incluyendo "Your Possible Pasts", "One of the Few", "The Final Cut" y "The Hero's Return", se habían apartado para Spare Bricks. A pesar de que Pink Floyd había reutilizado material antiguo en otras ocasiones, Gilmour sentía que no era lo suficientemente bueno para el nuevo disco. Quería componer material nuevo, pero Waters tenía dudas, ya que Gilmour prácticamente no había contribuido con letras en los últimos tiempos.

Ciertamente, a veces soy culpable de ser vago y llegaron momentos en que Roger decía: "Bueno, ¿qué tienes?" Y yo decía: "Bueno, ahora mismo no tengo nada. Necesito un poco de tiempo para poner algunas ideas en una cinta". Hay cosas de todo esto que, años después, puedes mirar atrás y decir: "Bueno, tenía [Waters] cierta razón en eso". Pero no tenía razón en querer meter pistas como el culo en The Final Cut. Le dije a Roger: "Si estas canciones no eran lo suficientemente buenas para The Wall, ¿por qué lo son ahora?"
David Gilmour

Finalmente se le cambió el nombre a The Final Cut, que es una referencia a la obra Julio César del dramaturgo inglés William Shakespeare: "This was the most unkindest cut of all". "When the Tigers Broke Free" se lanzó como sencillo el 26 de julio de 1982, con "Bring the Boys Back Home" como Cara B. y en abril de 1983 se lanzó Not Now John.

## Trama
The Final Cut es un álbum conceptual antibélico con elementos de ópera rock. Las letras de Waters exploran lo que él considera la traición hacia los militares británicos caídos, como su padre, quienes durante la Segunda Guerra Mundial sacrificaron su vida por el espíritu del sueño de la posguerra. Este "sueño" era que la victoria haría del mundo un sitio más pacífico, en el cual los mandatarios no querrían volver a entrar en disputas bélicas. Las letras son críticas contra Margaret Thatcher, cuyas políticas y decisiones fueron vistas por Waters como un ejemplo de traición. Se refiere a ella como "Maggie" a lo largo del álbum,  lo más curioso del disco es que tanto las letras de The Wall como de este disco, es que ambas relatan la vida de una estrella de rock.

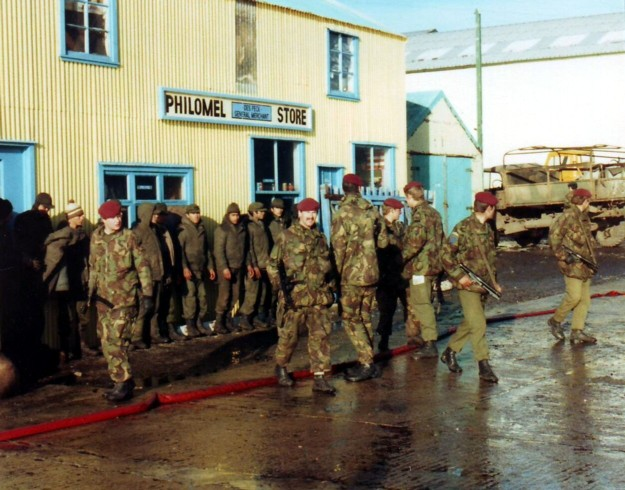
Militares británicos custodian prisioneros argentinos en las Islas Malvinas. En el álbum se evidencian las frustraciones de Waters hacia lo acontecido en la guerra de las Malvinas.

A excepción de la pista introductoria, The Post-War Dream y When the Tigers Broke Free, la primera cara es una ópera rock corta que trata sobre la difícil situación mental de un veterano de la Segunda Guerra Mundial., El argumento puede ser el siguiente. Después de se destruyó el muro en The Wall, el protagonista, Pink, se convierte en un profesor de escuela abusivo y a lo largo de las cinco siguientes pistas ("Your Possible Pasts", "One of the Few", "The Hero's Return", "The Gunner's Dream" y "Paranoid Eyes") se examina su vida después de la guerra en detalle, centrándose en la depresión consecuencia del trastorno por estrés postraumático. Se va alejando de su esposa y le persigue la memoria de la muerte de sus compañeros soldados, incluyendo las últimas palabras de un artillero oídas a través de un interfono. En un deseo de volver a controlar su vida, paga sus frustraciones con sus alumnos, también tiene una esposa "psicopática", quien le apalizaba a menudo. El tema vuelve a aparecer en "The Hero's Return" como una sensación de alienación que siente el veterano hacia su mujer y sus alrededores. La porción de ópera rock del disco acaba con "Paranoid Eyes", en donde el veterano se refugia en el alcohol, eligiendo así ocultar sus verdaderos problemas al resto del mundo, terminando la historia de Pink...
La segunda parte del álbum trata sobre varios temas bélicos. "Southampton Dock" es un lamento dedicado a los héroes de guerra que regresan y para los soldados que se encaminan hacia una muerte segura, mientras que "Not Now John" habla de la ignorancia de la sociedad hacia los problemas económicos y políticos. "Get Your Filthy Hands Off My Desert" trata sobre los sentimientos de Waters hacia la guerra y la invasión, y "The Fletcher Memorial Home" refleja sus fantasías sobre reunir a políticos como Leonid Brézhnev, Menachem Begin, Leopoldo Galtieri y Margaret Thatcher para ejecutarlos a todos. "The Final Cut" trata sobre las intimidades más profundas de Waters; la letra trata las repercusiones provenientes del aislamiento y las represiones sexuales, mientras intenta suicidarse y se esfuerza por reconectar con el mundo que tiene a su alrededor. El álbum termina con "Two Suns in the Sunset", una canción que retrata un holocausto nuclear, dando como resultado final un mundo obsesionado con la guerra y el control, haciendo referencia al constante pánico por una guerra nuclear, que se empezó a popularizar después de la Segunda Guerra Mundial.

## Grabación
El compositor y director de orquesta estadounidense, Michael Kamen (un contribuyente en las secciones orquestales de The Wall), medió entre Waters y Gilmour, e hizo de teclista, reemplazando al ausente Richard Wright. Contrataron a James Guthrie como ingeniero de sonido y sorprendentemente, Mason contó con la ayuda de Ray Cooper e incluso fue reemplazado por Andy Newmark en "Two Suns in the Sunset", ya que era incapaz de tocar los complejos cambios de tempo de la canción. Mason también se encargó del repetitivo estribillo "Maggie, what have we done?" (Maggie, ¿qué hemos hecho?). Para tocar el saxofón contrataron a Raphael Ravenscroft. La grabación tuvo lugar en la segunda mitad de 1982, en ocho estudios diferentes, entre los que se encontraba el estudio de la casa de Gilmour en Hookend Manor y los estudios Billiard Room de Waters en East Sheen. El resto fueron los estudios Mayfair, estudios Olympic, estudios Abbey Road, estudios Eel Pie, Audio International y estudios RAK.

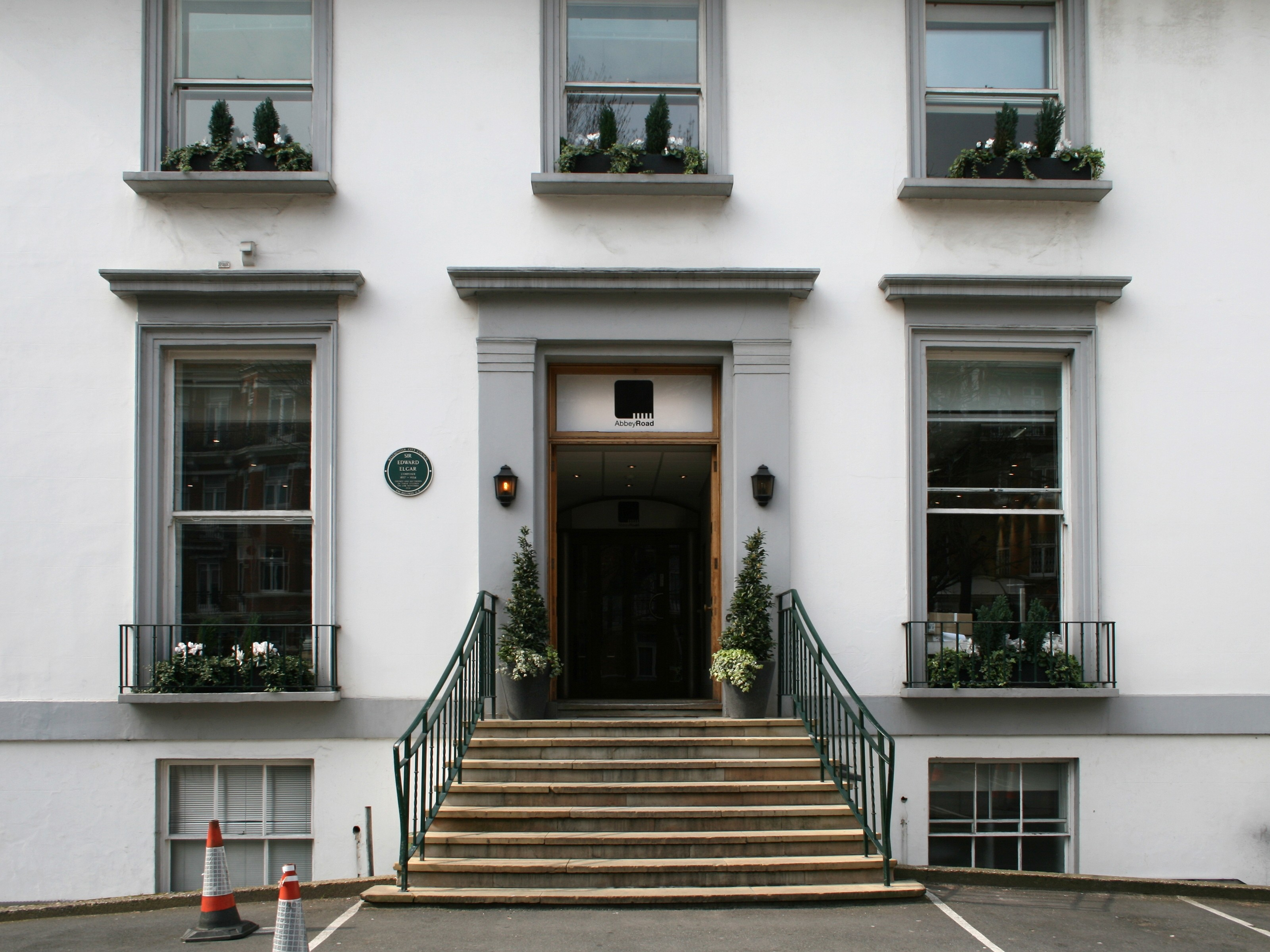
La grabación del álbum se llevó a cabo en ocho estudios de grabación distintos, entre ellos los estudios Abbey Road.

Aunque Waters y Gilmour inicialmente trabajaron juntos, llegando incluso a jugar a Donkey Kong en su tiempo libre, la tensión dentro de la banda fue en aumento. Finalmente decidieron trabajar por separado. Andy Jackson (co-ingeniero) trabajó con Waters en las partes vocales, mientras que Guthrie trabajó con Gilmour en las piezas de guitarra. Se veían ocasionalmente para discutir sobre el trabajo completado y aunque esta metodología no era del todo inusual, Gilmour comenzó a notar la tensión. Kamen también comenzó a sentir la presión; Waters nunca fue un vocalista confidente, llegando incluso en una ocasión, después de varias tomas y notar que Kamen escribía algo en una libreta, a pedirle enfadado que le mostrase lo que escribía, para encontrar que el pianista había estado escribiendo repetidamente "I Must Not Fuck Sheep" ("No debo de follar ovejas").
Al igual que en lanzamientos previos de Pink Floyd, para The Final Cut se usaron efectos de sonido combinados con grabaciones de audio repletas de avances e innovaciones tecnológicas. Las contribuciones de Mason estuvieron limitadas casi exclusivamente a grabar efectos de sonido para el sistema holofónico experimental, una técnica de procesamiento de audio usada para añadir un efecto tridimensional a las grabaciones (The Final Cut es el segundo álbum de la historia en contar con esta tecnología). La técnica aparece en "Get Your Filthy Hands Off My Desert", haciendo que el efecto de una explosión parezca que envuelve al oyente. Los efectos utilizados en los anteriores álbumes de Pink Floyd también vuelven a aparecer; el viento de Meddle (1971) se reutiliza, al igual que partes de Obscured by Clouds (1972), The Dark Side of the Moon (1973), Wish You Were Here (1975), Animals (1977) y The Wall (1979).
Después de meses de malas relaciones y de una confrontación final, se quitó a Gilmour de los créditos como productor, reflejando lo que Waters sentía acerca de sus pobres contribuciones a la hora de componer. Waters después admitió que también estuvo bajo una gran presión y que al principio de la producción de The Final Cut llegó a pensar que nunca más trabajaría ni con Gilmour ni Mason jamás. Aunque llegó a insinuar que lanzaría el disco como proyecto en solitario, Pink Floyd tenía contrato como EMI, por lo que era muy improbable que eso pasase. Además, Mason se mantuvo alejado de todo mientras lidiaba con problemas maritales.

## Presentación

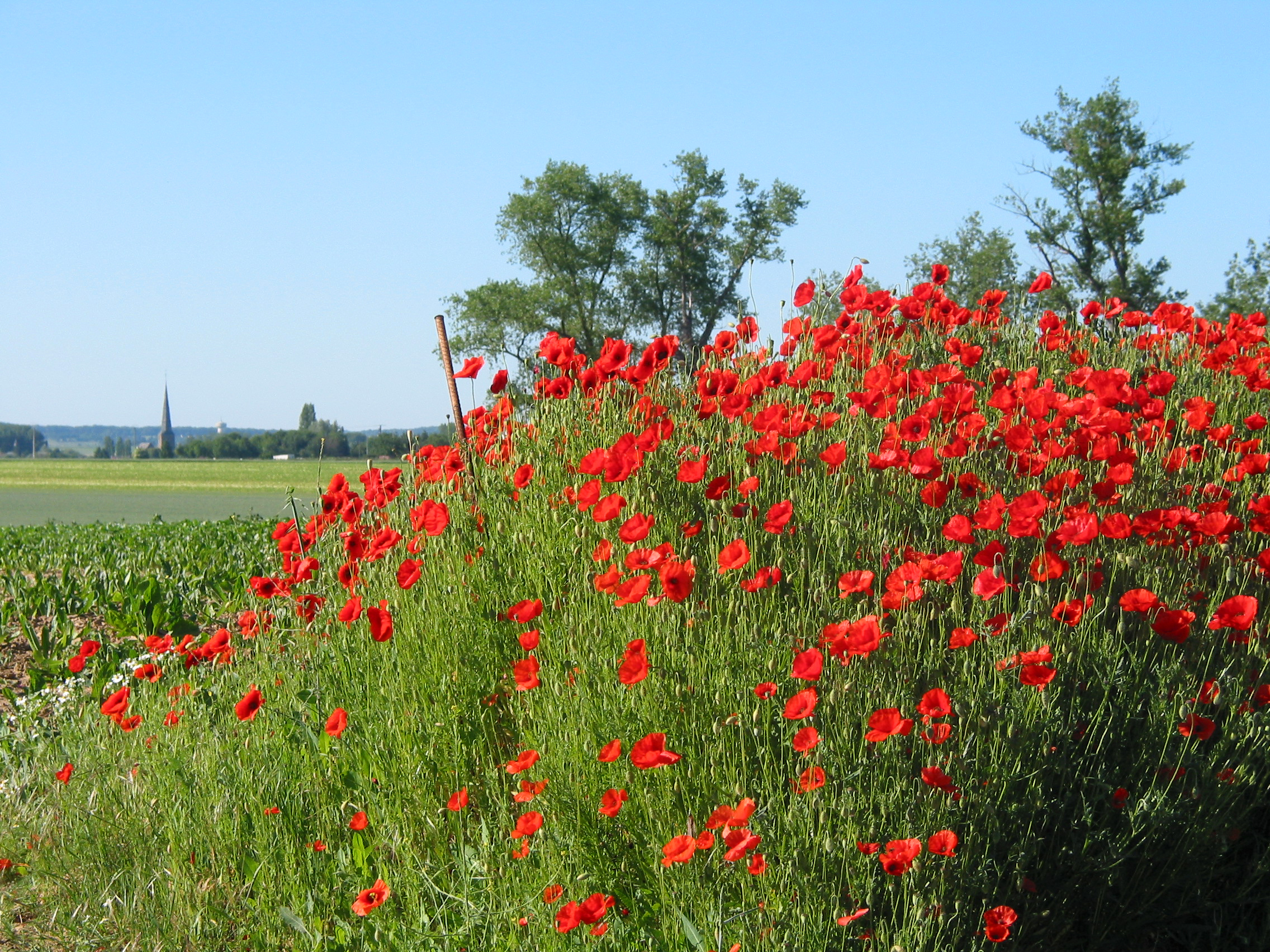
Las amapolas son un tema recurrente en el diseño del empaquetado del álbum.

La compañía Hipgnosis, diseñadores de la mayoría del diseño artístico anterior de Pink Floyd, se había disuelto. Storm Thorgerson, miembro fundador, fue descartado para diseñar la portada, de lo que se encargó Waters, usando fotografías tomadas por su cuñado, Willie Christie. La portada muestra las amapolas típicas del día de los caídos y cuatro medallas de la Segunda Guerra Mundial sobre un fondo de tela negro. De izquierda a derecha las medallas son la Estrella de 1939-45, la Estrella de África, la Medalla de la defensa y la Cruz de vuelo distinguido.
El día de los caídos es un tema recurrente en el diseño del álbum. También aparecen varias imágenes de un soldado solitario en un campo. En el interior de la cubierta desplegable aparecen tres fotografías: La primera representa una mano extendida sujetando tres amapolas con un soldado en mitad de un campo a lo lejos. La segunda, muestra un soldador portando una máscara de soldador con una pequeña bandera japonesa, idéntico a la portada del sencillo "Not Now John". La tercera representa una explosión nuclear vista desde dentro de un coche, refiriéndose a "Two Suns in the Sunset". Dentro de la cubierta aparecen todas las letras de las canciones. La etiqueta de la Cara A del vinilo muestra un campo de amapolas, mientras que la Cara B muestra un soldado apuñalado por la espalda, tirado en el suelo cerca de un campo de amapolas. A su lado se ve un perro sentado. La contraportada representa a un soldado de pie sujetando un carrete, con un cuchillo sobresaliendo de su espalda (según Schaffner, el carrete y el cuchillo podrían reflejar la tumultuosa relación de Waters con Alan Parker durante la grabación de The Wall).

## Lanzamiento y recepción
The Final Cut se lanzó en el Reino Unido el 21 de marzo de 1983 y llegó al puesto número uno de la lista de álbumes de ese país, algo que ni The Dark Side of the Moon ni The Wall habían logrado. Su lanzamiento en Estados Unidos el 2 de abril, sin embargo, tuvo menos éxito, llegando solo al puesto número seis de la lista Billboard 200. "Not Now John" se lanzó como sencillo y consiguió entrar en el UK Top 30, con el estribillo "Fuck all that" (Que jodan a todo eso) censurado y cambiado por "Stuff all that" (Que le zurzan a todo eso). A pesar de su éxito, el disco recibió reseñas mezcladas. Melody Maker dijo que era "un hito en la historia de lo horroroso...", mientras que el crítico de Rolling Stone' Kurt Loder lo vio como "esencialmente un álbum en solitario de Roger Waters...; un logro superlativo a varios niveles". Robert Christgau escribió que "es reconfortante encontrar rock antibélico que tiene el peso de años de autocompasión detrás..." concediéndole una valoración de C+.

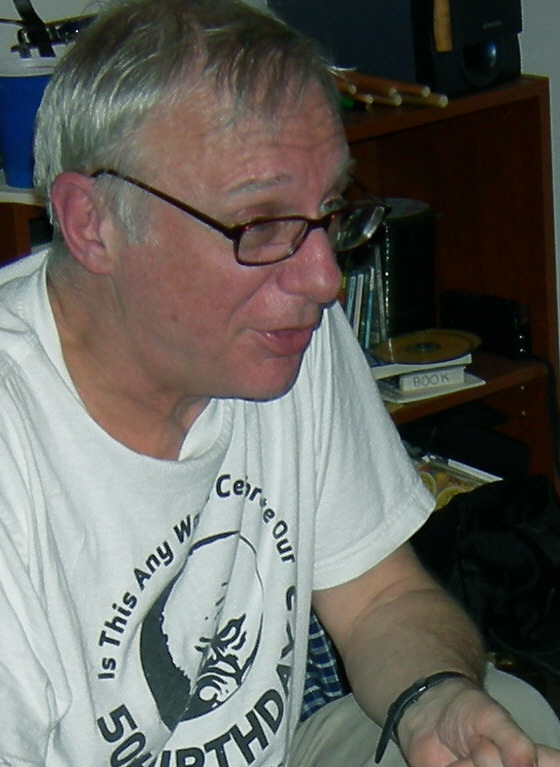
El crítico musical Robert Christgau concedió al álbum una calificación de C+.

Con más de un millón de copias vendidas en Estados Unidos, la Recording Industry Association of America (RIAA) certificó The Final Cut platino en mayo de 1983; consiguiendo la certificación de doble platino en 1997. A pesar de esto, The Final Cut fue el álbum menos vendido de Pink Floyd en Estados Unidos y el resto del mundo desde Meddle. Más adelante Gilmour reivindicó que este relativo fracaso comercial reafirmaba su comentario de que mucho del material que se encuentra en el disco era flojo.

[The Final Cut] es muy bueno, pero no es como personalmente vería un álbum de Pink Floyd.
David Gilmour (1983)

Para acompañar al álbum, se lanzaron 4 cortometrajes llamados: The Final Cut. La película, basada en una selección de canciones del disco, fue producida por Waters y dirigida por su cuñado Willie Christie. Para su elaboración se usaron cuatro canciones: "The Gunner's Dream", "The Final Cut", "The Fletcher Memorial Home" y "Not Now John". En ella se ve a Waters contándole sus secretos más íntimos a un psiquiatra llamado A. Parker-Marshall. También aparece en la película Alex McAvoy, quien ya había participado en Pink Floyd The Wall.
The Final Cut se lanzó en formato de disco compacto en 1983, mientras que se lanzó una versión remasterizada y reempaquetada a través de EMI en Europa, y a través de Capitol Records en Estados Unidos en 2004; este último incluye la pista adicional "When the Tigers Broke Free". Además, en 2007 se lanzó otra versión remasterizada como parte de la caja recopilatoria Oh, by the Way, empaquetada en una réplica en miniatura de la portada original del LP.

## Gira
El álbum no contó con gira de promoción. Aunque Roger Waters había mencionado que el disco iba a tener una gira inmediatamente después de publicarse, esto nunca llegó a ocurrir. Sin embargo, con posterioridad sí se han encontrado pósteres de la gira que incluían, entre otras, ciudades como Londres o Nueva York. Esto corroboraría las palabras iniciales de Roger Waters, permitiendo pensar que la gira se ideó e incluso planeó en algún momento, pero que no llegó a buen puerto. Si bien no ha habido declaraciones de los músicos sobre la cuestión, esto pudo deberse al mal clima interno que ya reinaba en el grupo para entonces, a la escasa participación del resto de miembros en la composición del disco y también a las opiniones desfavorables que éstos tenían sobre él (no por su calidad musical en términos generales, sino en tanto a una obra musical a la altura y adecuada para la visión que tenían de Pink Floyd).

## Legado
Después del lanzamiento de The Final Cut, cada miembro de la banda pasó a trabajar en proyectos en solitario. Gilmour grabó en 1984 About Face junto con algunas letras escritas por el guitarrista y compositor Pete Townshend del grupo británico The Who, Gilmour usó el álbum para expresar sus sentimientos sobre varios temas, desde el asesinato del músico John Lennon, a su tormentosa relación con Waters, quien también comenzó a trabajar en su primer álbum solitario basado en un concepto que había compuesto al mismo tiempo que "The Wall", llamándolo The Pros and Cons of Hitch Hiking que contó con el apoyo del guitarrista Eric Clapton, a este le siguió una gira de apoyo entre 1984 y 1985, la cual no obtuvo el éxito esperado. Mason por su parte lanzó su segundo trabajo en solitario Profiles en agosto de 1985.
En 1985, Waters anunció su abandono de la banda, ya que pensaba que Pink Floyd había "perdido fuelle". Apeló a la justicia para prevenir que el nombre "Pink Floyd" pudiese seguir utilizándose. Sus abogados descubrieron que la asociación nunca se confirmó oficialmente y Waters volvió a los tribunales para intentar conseguir vetar que se pudiese usar el nombre en el futuro. Los abogados de Gilmour respondieron con un comunicado de prensa que afirmaba que Pink Floyd seguiría existiendo, llegando a decirle a un reportero del Sunday Times que "Roger es el perro del hortelano y vamos a pelear con él...".
Waters se puso en contacto con EMI y Columbia dejando de manifiesto su intención de abandonar la banda, pidiéndoles que le liberasen de sus obligaciones contractuales. Con un caso legal pendiente, decidió prescindir de los servicios de O'Rourke y contrató a Peter Rudge para manejar sus asuntos. Poco después contribuyó en la banda sonora de la película When the Wind Blows y después grabó su segundo álbum en solitario, Radio K.A.O.S., que fue publicado en 1987.Durante esta batalla legal y a pesar de las protestas de Waters sobre la disolución de la banda, Gilmour y Mason se unieron nuevamente para la grabación del próximo álbum de Pink Floyd, A Momentary Lapse of Reason, publicado también en 1987, el cual fue el primero en no contar con la participación de Waters y también trajo de regreso a Richard Wright, que por cuestiones legales no fue incluido en los créditos como miembro de Pink Floyd, si no como músico de sesión.
The Final Cut, a menudo es visto de facto como un trabajo en solitario de Waters, debido a la combinación de la parcial ruptura de Pink Floyd y a la dominación lírica de Waters en el proyecto. La cualidad personal de las letras se achaca al empeño de Waters por luchar con la desesperación que le provocaba el cambio social que estaba sufriendo el Reino Unido y a la pérdida de su padre en la Segunda Guerra Mundial. A pesar de esto, los solos de guitarra de Gilmour en "Your Possible Pasts" y "The Fletcher Memorial Home" a veces se comparan con sus mejores trabajos en The Wall. Reseñas más recientes del álbum mencionan la importancia de la ruptura de la banda. Stephen Thomas Erlewine, crítico de allmusic dijo: "Con su furia, énfasis en las letras y texturas sónicas, está claro que es el disco que Waters quiso que fuera. Y está igual de claro que Pink Floyd no podía haber seguido en esta dirección", mientras que Stylus Magazine escribió: "Trata de perseguir algo más grande, incluso cuando tienes todo el dinero que jamás pudieses querer. Y fracasar o tener éxito de forma brillante. Depende de ti decidir si el álbum es un éxito o un fracaso, aunque yo me decantaría por la primera opción en cualquier momento". Sin embargo, Mike Diver de Drowned in Sound fue menos generoso: "Los rayos de luz son pocos y muy distantes entre ellos e incluso sobre el papel los títulos de las pistas, incluyendo "The Gunner's Dream" y "Paranoid Eyes", sugieren una ardua escucha. Q Magazine lo incluyó en una lista de los diez álbumes más deprimentes de todos los tiempos. "He dicho bastante, creo".
La canción de "The Fletcher Memorial Home" ha sido la única pista del álbum en haber sido incluida en los álbumes recopilatorios Echoes: The Best of Pink Floyd de 2001 y A Foot in the Door de 2011, mientras que Pink Floyd nunca tocó ni una canción del álbum en vivo, Waters ha interpretado algunas canciones en sus giras.

### Relación con la banda tras la publicación del disco
Tras la publicación de The Final Cut y los proyectos en solitario, en 1985 Waters anunció que el grupo de iba a separar definitivamente, sin embargo, Gilmour y Mason se negaron y decidieron continuar con el grupo, por lo que se armó una disputa que se prolongó hasta la publicación de su álbum sucesor de 1987, A Momentary Lapse of Reason.
Para ver más a detalle, véase el artículo del álbum respectivo.

## Lista de canciones
- Todas las canciones tienen a Roger Waters como vocalista principal, excepto "Not Now John" con David Gilmour y Roger Waters.
- Gilmour canta las partes agudas en la mayoría de las canciones, como en su antecesor The Wall

Todas las canciones escritas y compuestas por Roger Waters. 
| Cara A |                       |          |  |
| N.º    | Título                | Duración |  |
| 1.     | «The Post War Dream»  | 2:55     |  |
| 2.     | «Your Possible Pasts» | 4:23     |  |
| 3.     | «One of the Few»      | 1:24     |  |
| 4.     | «The Hero's Return»   | 2:42     |  |
| 5.     | «The Gunner's Dream»  | 5:20     |  |
| 6.     | «Paranoid Eyes»       | 3:36     |  |

| Cara B |                                       |          |  |
| N.º    | Título                                | Duración |  |
| 1.     | «Get Your Filthy Hands Off My Desert» | 1:17     |  |
| 2.     | «The Fletcher Memorial Home»          | 4:10     |  |
| 3.     | «Southampton Dock»                    | 2:13     |  |
| 4.     | «The Final Cut»                       | 4:43     |  |
| 5.     | «Not Now John»                        | 4:56     |  |
| 6.     | «Two Suns in the Sunset»              | 5:22     |  |

| Reedición 2004 |                                       |          |  |
| N.º            | Título                                | Duración |  |
| 1.             | «The Post War Dream»                  | 3:00     |  |
| 2.             | «Your Possible Pasts»                 | 4:26     |  |
| 3.             | «One of the Few»                      | 1:11     |  |
| 4.             | «When the Tigers Broke Free»          | 3:16     |  |
| 5.             | «The Hero's Return»                   | 2:43     |  |
| 6.             | «The Gunner's Dream»                  | 5:18     |  |
| 7.             | «Paranoid Eyes»                       | 3:41     |  |
| 8.             | «Get Your Filthy Hands Off My Desert» | 1:17     |  |
| 9.             | «The Fletcher Memorial Home»          | 4:12     |  |
| 10.            | «Southampton Dock»                    | 2:10     |  |
| 11.            | «The Final Cut»                       | 4:45     |  |
| 12.            | «Not Now John»                        | 4:56     |  |
| 13.            | «Two Suns in the Sunset»              | 5:23     |  |

## Personal
Pink Floyd
- Roger Waters: voz principal, bajo, sintetizador, efectos de sonido, guitarra acústica, diseño portada, producción.
- David Gilmour: guitarra eléctrica, voz principal en "Not Now John".
- Nick Mason: batería, percusión, efectos de sonido (con holofónicos).

Músicos adicionales
- Andy Bown: órgano Hammond
- Ray Cooper: percusión
- Michael Kamen: piano, armonio, dirección y arreglos de la National Philharmonic Orchestra, producción.
- National Philharmonic Orchestra
- Andy Newmark: batería en "Two Suns in the Sunset".
- Raphael Ravenscroft: saxofón tenor

Producción
- Willie Christie: fotografía
- James Guthrie: masterización, productor discográfico, ingeniería, remasterización de la reedición de 2004.
- Andrew Jackson: ingeniería de sonido
- Doug Sax: masterización, remasterización de las ediciones de 1994 y 1997.

Referencias: